# شارلز سامبسون
شارلز سامبسون (بالإنجليزية: Charles Sampson)‏ (24 نوفمبر 1980 بغانا - ) هو لاعب كرة قدم غاني في مركز الوسط. شارك مع منتخب غانا لكرة القدم. أما مع النوادي، فقد لعب مع نادي آسيريسكا وIFK Luleå ‏ وKalamata F.C. ‏ وFostiras F.C. ‏ ونادي بانيجياليوس ‏ وأبولون بونتو ‏ وArameisk-Syrianska IF ‏ وBodens BK ‏ وأوفي كريت.